# Samantha Fox
Samantha "Sam" Karen Fox (Londres, Inglaterra, Reino Unido, 15 de abril de 1966), conocida como Samantha Fox, es una cantante, actriz y modelo británica que obtuvo gran fama a nivel mundial a finales de los años 1980. Era una de las tit-stars de aquella época, junto con la italiana Sabrina Salerno y con la polaca Danuta Lato, las tres famosas por su exuberante busto. Samantha Fox es, de las tres, la más conocida dentro del mundo anglosajón.

## Biografía
Su despegue como personaje popular se debió a fotografías de semidesnudo (topless) en la prensa británica, más específicamente con sus imágenes en la sección Page Three del periódico The Sun. Consiguió luego diversos éxitos musicales en el género dance pop bajo la producción del trío Stock, Aitken & Waterman, coincidiendo con otros ídolos juveniles como Kylie Minogue, Sabrina Salerno, Rick Astley, Sinitta y Jason Donovan. Entre sus canciones más exitosas se cuentan "Touch Me" y "Nothing's Gonna Stop Me Now", cuyo vídeo musical se rodó en Marbella (España).
En 1986 debutó como cantante con el sencillo "Touch Me (I Want Your Body)", su imagen exuberante y el contenido de la letra de la canción la convirtieron en una sex symbol de los años 1980. En 1987 se publicó su segundo LP Samantha Fox, que contenía canciones muy pegadizas y que funcionaron muy bien, como "Nothing's Gonna Stop Me Now" o "Naughty Girls (Need Love Too)" que siguieron la línea de "Touch Me".
Samantha posó desnuda para varias revistas, entre ellas Playboy. En 1988 se publicó su tercer álbum I Wanna Have Some Fun, con éxitos como "I Only Wanna Be With You" o la canción que dio título al álbum "I Wanna Have Some Fun". Dos años más tarde el éxito de sus discos comenzó a descender con su siguiente trabajo Just One Night, al que siguieron dos álbumes de grandes éxitos publicados en 1992 y en 1995. A finales de los años 90 el éxito de sus álbumes fue más discreto, como 21st Century Fox que se lanzó en 1998, y un año después probó suerte como actriz en la película The Match. También en 1995 participó en la selección de la BBC (Song of Europe) para participar en el Festival de Eurovisión formando el grupo Sox con la canción Go for the Heart, pero finalizó cuarta tras recibir más de 60.000 votos telefónicos.
En la década del 2000 publicó tres discos recopilatorios Hot Tracks: The Best of Samantha Fox (2000), 12 Inch Collection (2004) y Very Best (2004). En los últimos años ha seguido dedicada a la música y ha participado en programas y documentales musicales sobre la década de los años 1980 para cadenas como VH1. En 2005 publicó su sexto álbum de estudio Angel With An Attitude cuyo sencillo de presentación fue la canción homónima del álbum, y en 2007 se reeditó en Australia y Nueva Zelanda con una nueva versión de su Hit "Touch Me (I Want Your Body)".
Su relación con el torero español Rafael Camino le dio especial popularidad en España. Pero de manera sorprendente, tras forjar su fama como sex symbol para hombres, comunicó que era bisexual y que mantenía una relación estable con una mujer, su representante Myra Stratton, once años mayor que ella, con la que contrajo matrimonio en 2009. Tras doce años juntas, Myra falleció en el mes de agosto del 2015.
En mayo de 2010 regresó al mercado musical al editar un sencillo-cover de la canción "Call Me" del grupo Blondie. Lo llamativo de esta grabación es que la cantó a dúo con su antigua rival (y amiga) Sabrina Salerno.

## Discografía

### Álbumes de estudio
- 1986: Touch Me
- 1987: Samantha Fox
- 1988: I Wanna Have Some Fun
- 1991: Just One Night
- 1998: 21st Century Fox
- 2005: Angel with an Attitude

### Otros
- 1986: Touch Me special remix edition
- 1992: Greatest Hits
- 1995: The Hits Album
- 2002: Watching You, Watching Me
- 2003: Hot Tracks - The Best Of Samantha Fox
- 2004: Groves - 12 Inches of 80's
- 2007: Angel with an Attitude (Edición australiana con Touch me 2007 como bonus track
- 2009: Greatest Hits
- 2010: Forever con 4 Strings
- 2010: Call Me con Sabrina Salerno

### Álbumes en directo
- 2011: Live in Poland 2011

## Sencillos
| Año  | Canción                                  | Álbum                  |
| ---- | ---------------------------------------- | ---------------------- |
| 1986 | Touch Me (I Want Your Body)              | Touch Me               |
| 1986 | Do Ya Do Ya (Wanna Please Me)            | Touch Me               |
| 1986 | Hold On Tight                            | Touch Me               |
| 1986 | I’m All You Need                         | Touch Me               |
| 1987 | Nothing's Gonna Stop Me Now              | Samantha Fox           |
| 1987 | I Surrender (To the Spirit of the Night) | Samantha Fox           |
| 1987 | I Promise You (Get Ready)                | Samantha Fox           |
| 1987 | True Devotion                            | Samantha Fox           |
| 1988 | Naughty Girls (Need Love Too)            | Samantha Fox           |
| 1988 | Love House                               | I Wanna Have Some Fun  |
| 1988 | I Wanna Have Some Fun                    | I Wanna Have Some Fun  |
| 1989 | I Only Wanna Be with You                 | I Wanna Have Some Fun  |
| 1991 | (Hurt Me, Hurt Me) But the Pants Stay On | Just One Night         |
| 1991 | Another Woman (Too Many People)          | Just One Night         |
| 1991 | Just One Night                           | Just One Night         |
| 1991 | Spirit of America                        | Just One Night         |
| 1995 | Go For The Heart                         | Single solo            |
| 1996 | Santa Maria                              | Single solo            |
| 1996 | Let Me Be Free                           | 21st Century Fox       |
| 1998 | Deeper                                   | 21st Century Fox       |
| 1998 | The Reason Is You (One on One)           | 21st Century Fox       |
| 1998 | Perhaps                                  | 21st Century Fox       |
| 2004 | Touch Me (con Günther)                   | Pleasureman            |
| 2005 | Angel With An Attitude                   | Angel With An Attitude |
| 2008 | Midnight Lover                           | Single solo            |
| 2009 | Tomorrow                                 | Single solo            |
| 2010 | Call Me (con Sabrina Salerno)            | Single solo            |
| 2010 | Forever (con 4 Strings)                  | Single solo            |
| 2011 | The Secret (con Zante Dilemma)           | Single solo            |

## Filmografía

### Cine y televisión
| Año  | Película                               | Papel           |
| ---- | -------------------------------------- | --------------- |
| 1990 | Charles in charge                      | Samantha Steele |
| 1999 | El partido                             | Patsy Kennedy   |
| 2000 | It's been real                         | Gwen            |
| 2003 | The Club                               | Ella misma      |
| 2008 | Wife Swap                              | Ella misma      |
| 2009 | I'm a celebrity... Get me out of here! | Ella misma      |
| 2010 | Come Dine with Me!                     | Ella misma      |